# Javier Solana
Dr. Francisco Javier Solana de Madariaga (* 14. července 1942, Madrid) je španělský politik, bývalý generální tajemník NATO a vysoký představitel Evropské unie pro společnou zahraniční a bezpečnostní politiku. Vystudoval fyziku ve Velké Británii a USA a stal se profesorem fyziky na Universidad Complutense de Madrid ve Španělsku.

## Život a vzdělání
Narodil se 14. července 1942 v Madridu. Je otcem byl Luis Solana San Martín, profesor chemie, a jeho matkou Obdulia Madariaga Pérez. Je třetí z pěti sourozenců. Navštěvoval na soukromou střední školu „Colegio Nuestra Señora del Pilar“. Dále pak studoval na Madridské univerzitě, původně chemii a později fyziku. Studium fyziky v roce 1964 úspěšně dokončil. Ve stejném roce pak vstoupil do Španělské socialistické dělnické strany (PSOE).
Po dokončení studií v Madridu se přesunul do Spojeného království, kde se věnoval dalšímu studiu fyziky. V letech 1965–1970 pobýval na několika univerzitách v USA, jelikož získal stipendium v rámci Fulbrightova programu. V roce 1971 se vrátil do Španělska a začal přednášet fyziku pevných látek na Autonomní univerzitě v Madridu. V tomto oboru získal také doktorát a publikoval přes třicet knih a odborných článků. V akademické sféře se pohyboval až do roku 1980, poté ji opustil kvůli svým politickým aktivitám. Pravidelně se účastnil konferencí Bilderberg.